# Cayo Algodón Grande
Cayo Algodón Grande är en ö i Kuba.   Den ligger i provinsen Provincia de Camagüey, i den sydöstra delen av landet, 400 km sydost om huvudstaden Havanna.
Terrängen på Cayo Algodón Grande är varierad. Öns högsta punkt är 3 meter över havet.